# FACTORY GIRLS 〜私が描く物語〜
『FACTORY GIRLS 〜私が描く物語〜』は2019年初演のロックミュージカルである。マサチューセッツ州ローウェルの紡績工場で働く女工のサラ・バグリー（Sarah Bagley）を主人公に、労働条件などをめぐる経営陣との対立を背景に女工から『ローウェル・オファリング』誌（Lowell Offering）の編集者となっているハリエット・ファーリー（Harriet Farley）との対立・友情などを描く。

## キャスト
- 柚希礼音 - サラ・バグリー[3]
- ソニン - ハリエット・ファーリー[3]
- 実咲凜音 - アビゲイル
- 清水くるみ - ルーシー
- 石田ニコル - マーシャ
- 原田優一
- 平野良
- 猪塚健太
- 青野紗穂
- 谷口ゆうな
- 能條愛未
- 戸井勝海
- 剣幸

## スタッフ
- 作詞・作曲 - クレイトン・アイロンズ、ショーン・マホニー
- 脚本・歌詞・演出 - 板垣恭一
- 音楽監督 - 大崎聖二
- 美術 - 乘峯雅寛
- 照明 - 高見和義
- 音響 - 佐藤日出夫
- 衣裳 - 十川ヒロコ
- ヘアメイク - 宮内宏明
- 振付 - 加賀谷香
- ステージング - 当銀大輔
- 歌唱指導 - 安倉さやか
- 演出助手 - 守屋由貴
- 舞台監督 - 藤崎 遊
- 宣伝美術 - 東白英、戸水康介
- 企画・制作 - アミューズ

## 上演劇場
- TBS赤坂ACTシアター 2019年9月25日 - 10月9日
- 梅田芸術劇場 2019年10月25日 - 27日

## 受賞歴
- 第27回読売演劇大賞 優秀作品賞[4]